# Video from Hell
Video From Hell je video Franka Zappy, vydané 28. října 1987. Jedná se o kompilaci částí hudby a videí. Film je dlouhý 60 minut.